# 엑스보드
윈보드(WinBoard)로도 잘 알려진 엑스보드(XBoard)는 또한 페어리 맥스(Fairy-Max)와 같은 체스 변형을 재생하는 엔진을 완벽하게 지원하는 컴퓨터 체스 게임 프로그램이다.  GUI는 다양한 크기의 보드에  크레이지하우스(Crazyhouse), 카파블랑카 체스(Capablanca Chess) 및 기타 많은 서양 변형과 같은 다양한 변형을 표시 할 수 있다. 또한 이처럼 엑스보드게임에 대해 서구화된 표현을 제공하지만 엑스보드(XBoard)의 거의 무한한 구성 가능성은 중국 체스(xiangqi), 일본 장기, 태국 체스(makruk)등 비서구 스타일의 게임을 고품질로 표현할 수도 있다.

## 클래식 체스
|                                    |
| 예시 - X 보드, 기보, 체스엔진 구현 |

## 장기
|                                      |
| 예시 - 윈보드 중국식 장기(샹치) 구현 |

## 같이 보기
- 체스 엔진
- 솔리테어
- 보드게임
- 고스톱